# Чудиново (Глебовское сельское поселение)
В Рыбинском районе есть ещё одна деревня Чудиново, в Волжском сельском поселении.
Чудиново — деревня в Глебовском сельском округе Глебовского сельского поселения Рыбинского района Ярославской области .

## География
Деревня  расположена на северной стороне железной дороги Рыбинск—Сонково и примыкает с запада к железнодорожной станции и посёлку Тихменево, которая располагается, в основном с противоположной стороны железной дороги. Западнее Чудиново расположена деревня Будихино и находится исток ручья Кормица . Дорога в северном направлении связывает Чудиново и Тихменево с проходящей севернее железной автомобильной дорогой с автобусным сообщением Рыбинск—Глебово, к которой выходит в деревне Карелино .
Деревня Чудина указана на плане Генерального межевания Рыбинского уезда 1792 года.

## Население
| 2007 | 2010 |
| ---- | ---- |
| 1    | ↗3   |

## Инфраструктура
Почтовое отделение, расположенное в посёлке Тихменево, обслуживает в деревне Чудиново 28 домов .